# Kakelugnsmakare
Kakelugnsmakare är en hantverkare som murar kakelugnar. 

## Hantverket i Sverige
Under medeltiden kom de första kakelugnarna till Sverige från Tyskland. Då var kaklet format som en skål. Kakeln utgör kakelugnens dekoration. Brist på bränsle var en drivkraft för att utveckla bränslesnåla eldstäder. På 1760-talet konstruerades den första kakelugnen som bestod av ett system av kanaler. Värmen magasineras i kakelugnens murade inre stomme som består av tegel. 
Under skråtiden gjorde kakelugnsmakaren allt från tillverkning av kakel till uppsättning av kakelugn. På 1800-talet blev arbetet mer specialiserat. Kakelugnsfabriker tillverkade kakelugnarna, medan kakelugnsmakare platsbyggde kakelugnen. Kakelugnsmakaren använde flera handverktyg, men själva murningen gjordes oftast med bara händerna.
I Sverige finns idag omkring 100 aktörer inom yrket.